# Сеговия, Андрес
Андре́с Сего́вия То́ррес (исп. Andrés Segovia Torres, c 1981 г. с добавлением титула маркиз де Салобренья, исп. marqués de Salobreña; 21 февраля 1893[…], Линарес, Андалусия — 3 июня 1987, Мадрид) — испанский гитарист, считающийся отцом современной академической гитары.

## Биография
Сеговия с детства мечтал сделать гитару столь же признанным инструментом в области академической музыки, как фортепиано или скрипка. Он начал учиться игре на гитаре с детства у своих родственников, вдохновляясь в качестве образца виртуозной техникой гитаристов, исполняющих фламенко. В отрочестве Сеговия переехал в город Гранада, где брал уроки игры на гитаре, а в 16-летнем возрасте выступил с первым концертом в Мадриде, исполняя транскрипции различных произведений, сделанные для гитары Франсиско Таррегой, и выполненные им самим переложения творений Иоганна Себастьяна Баха. Ранние выступления Сеговии были встречены прохладно — отчасти в связи с тем, что его исполнительская техника заметно отличалась от техники Тарреги и большинства его учеников: вслед за Мигелем Льобетом (у которого, возможно, Сеговия успел получить несколько уроков) он играл с использованием не только подушечек пальцев, но и ногтей, что делает звук сильнее и резче (существует точка зрения, что это различие связано со стремлением Сеговии вынести гитару из гостиных и салонов в большие концертные залы).
Начиная с середины 1910-х гг. исполнительское мастерство Сеговии завоёвывало для академической гитары всё большее признание в Испании. В 1919 и 1921 гг. состоялись его первые гастроли в Южной Америке, а в 1921 году — первая поездка в США. Постоянно расширяя гитарный репертуар (в этом состояла одна из главных заслуг этого музыканта), Сеговия перекладывал для гитары широкий круг сочинений разных авторов — в том числе такие выдающиеся и сложные произведения, как «Легенда» Исаака Альбениса и «Чакона» И. С. Баха. В то же время Сеговия обращался к композиторам-современникам с просьбой писать для гитары, и со временем испанские, а также европейские и латиноамериканские композиторы (Ф. Морено Торроба, Х. Турина, М. Кастельнуово-Тедеско, М. Понсе и др.) начали откликаться. Длительным оказалось творческое содружество Сеговии и с Эйтором Вилла-Лобосом, написавшим для знаменитого гитариста целый ряд произведений, начиная с известных «Двенадцати этюдов».
Бывал в СССР в 1926, 1927, 1930, 1936 годах; давал концерты и открытые уроки, встречался с местными гитаристами в Москве, Ленинграде, Харькове, Киеве и Одессе. С середины 1950-х гг. Сеговия много преподавал — сперва в Сиене, а затем в Сантьяго-де-Компостела, где также много способствовал созданию местного музыкального фестиваля. Среди его учеников множество выдающихся современных гитаристов (Д. Вильямс, А. Диас, К. Паркенинг и др.).
Андрес Сеговия продолжал концертную и педагогическую деятельность до глубокой старости, его творческий путь длился более 70 лет. Сеговия умер в Мадриде в возрасте 94 лет от сердечного приступа.

## Личная жизнь
Был трижды женат, имел двух сыновей.

## Награды
В 1958 году Сеговия стал обладателем премии «Грэмми» за лучшую запись сольной академической музыки. В 1974 году он был награждён Премией Леони Соннинг.
В 1981 году король Испании Хуан Карлос I в знак признания заслуг Сеговии перед испанской культурой возвёл его в дворянское достоинство с титулом маркиза. В 1985 году Сеговии была присуждена Премия Эрнста Сименса. Введён в Зал славы журнала Gramophone.